# Peter Jaschke
Peter Jaschke (* 1. März 1952 in Obertaufkirchen) ist ein ehemaliger deutscher Handballtorwart. Für die Bundesrepublik Deutschland bestritt Jaschke mehrere Länderspiele.

## Sportkarriere
Peter Jaschke verbrachte seine Kindheit und Schulzeit in Waldkraiburg. Schon in jungen Jahren hat er sich dem VfL Waldkraiburg angeschlossen, durchlief dort die Jugendabteilungen, besuchte mehrere Fortbildungslehrgänge, wurde Auswahlspieler auf bayerischer Ebene, bis er schließlich auch der Seniorenmannschaft als Torwart zur Verfügung stand. Allerdings nicht lange, denn der TSV Milbertshofen war zu der Zeit auf der Suche nach einem weiteren Handballtorwart für sein Bundesligateam und ist in Waldkraiburg fündig geworden. Der Wechsel von Waldkraiburg nach München war dann eigentlich nur noch eine Formsache.
Peter Jaschke spielte von 1972 bis 1976 in der Handball-Bundesliga für den TSV Milbertshofen. 1976 nahm er an den Olympischen Spielen in Montreal teil, bei denen er in zwei Spielen gegen Kanada und die UdSSR zum Einsatz kam. Nachdem er aus persönlichen Differenzen mit dem damaligen Bundestrainer Vlado Stenzel aus der Nationalmannschaft ausgeschieden war, wechselte er zu Frisch Auf Göppingen, bei denen er bis zum Jahre 1980 blieb. Seine Handballkarriere ließ er 1983 beim VfL Günzburg ausklingen.
Seit dem Ende der sportlichen Karriere ist er als Steuerberater aktiv. Er trainiert außerdem seit 2012 die Torhüter der 3. Liga-Mannschaft des TSV Friedberg, wo er seit 2013 die Sportliche Leitung übernommen hat.

## Erfolge

### National
- 1976 Handball Bundesliga Süd 3. Platz mit dem TSV Milbertshofen
- 1979 Handball Bundesliga Platz 4 mit Frisch Auf Göppingen
- 1981 DHB-Pokalfinalist mit dem VfL Günzburg
- 1982 DHB-Pokal Halbfinale

### International
- 1976  Olympische Sommerspiele in Montreal Platz 4
- 1982 Halbfinalist Europapokal der Pokalsieger mit dem VfL Günzburg